# Jakob (priimek)
Jakob je priimek v Sloveniji, ki ga je po podatkih Statističnega urada Republike Slovenije na dan 1. januarja 2010 uporabljalo 286 oseb.  

## Znani slovenski nosilci priimka
- Anja Jerčič Jakob (*1975), slikarka in grafičarka
- Eva Jakob, kostumografka
- Gregor Brecl Jakob, zdravnik nevrolog, vodja Centra za multiplo sklerozo UKC Ljubljana
- Jure Jakob (*1977), pesnik, literarni teoretik, esejist
- Karel Jakob (1908—1981), slikar
- Renata Jakob Rovan, predsednica društva Hospic

## Znani tuji nosilci priimka
- Alfons Maria Jakob (1884—1931), nemški zdravnik, nevrolog
- Ludwig Heinrich Jakob (1759—1827), nemški ekonomist
- Therese Albertine Luise Jakob (1797—1870), nemška pisateljica in prevajalka